# Jelemes Jergebekow
Jelemes Jergebekow, ros. Елемес Ергебеков (ur. 1906 w aule Tortugaj w obwodzie syrdarskim, zm. 8 kwietnia 1975) – działacz partyjny i państwowy Kazachskiej SRR.

## Życiorys
W latach 1927–1931 był słuchaczem fakultetu robotniczego przy Środkowoazjatyckim Uniwersytecie Państwowym, 1931-1932 studiował w Środkowoazjatyckim Uniwersytecie Państwowym, 1932-1933 był I sekretarzem rejonowego komitetu Komunistycznej Partii (bolszewików) Tadżykistanu, a 1933-1934 zastępcą sekretarza komitetu Komunistycznej Partii (bolszewików) Uzbekistanu „Czyrczikstroja” i przewodniczącym związkowego komitetu budowlańców „Czyrczikstroja”. W latach 1934–1935 studiował na Komunistycznym Uniwersytecie Pracujących Wschodu, 1935-1936 pracował jako ekonomista Państwowej Komisji Planowej przy Radzie Ministrów Kazachskiej ASRR, potem dyrektor Instytutu Masowego Zaocznego Kształcenia Aktywu Partyjnego. Do 1938 kierował Wydziałem Szkół Komitetu Obwodowego Komunistycznej Partii (bolszewików) Kazachstanu w Ałma-Acie, potem został II sekretarzem Wschodniokazachstańskiego/Semipałatyńskiego Komitetu Obwodowego KP(b)K, 1940-1942 był II sekretarzem Południowokazachstańskiego Komitetu Obwodowego KP(b)K, a od 1942 do marca 1944 przewodniczącym Komitetu Wykonawczego Karagandyjskiej Rady Obwodowej. Od marca 1944 do 1949 był przewodniczącym Komitetu Wykonawczego Kokczetawskiej Rady Obwodowej, 1949-1950 słuchaczem kursów przy KC WKP(b), 1950-1953 dyrektorem trustu sowchozów w Kustanaju, 1953 zaocznie ukończył Wyższą Szkołę Partyjną przy KC KPZR. Następnie był zarządcą trustu w Karagandzie, 1954-1960 I sekretarzem rejonowego komitetu KPK w obwodzie karagandyjskim, 1960-1964 szefem wydziału Państwowego Komitetu Planowego Rady Ministrów Kazachskiej SRR, a 1965-1969 dyrektorem sowchozu.

## Odznaczenia
- Order Lenina
- Order Czerwonego Sztandaru Pracy
- Order Czerwonej Gwiazdy (8 marca 1944)
- Order „Znak Honoru”